# Chevrolet Greenbrier
Chevrolet Greenbrier — малотоннажный автомобиль производства General Motors, выпускавшийся в 1961—1965 годах. Вытеснен с конвейера моделью Chevrolet Van.

## История
Автомобиль Corvair Greenbrier Sportswagon был представлен в 1961 году. Внешне автомобиль напоминает Volkswagen Transporter.
Модель оснащалась двигателем внутреннего сгорания Chevrolet Turbo-Air 6, который располагался сзади. Трансмиссии автомобиля — 2-ступенчатая автоматическая, 3-ступенчатая механическая и 4-ступенчатая механическая.
Автомобиль Corvair 95 производился под видом микроавтобуса или фургона. Фургон Greenbrier был базовой моделью. Микроавтобус вмещает в себя 9 человек.
Когда компании Ford и Chrysler представили собственные модели (Ford Econoline и Dodge A100), на автомобили Chevrolet Greenbrier начали ставить двигатели от Chevy II между передними сиденьями. Производство автомобиля Corvair завершилось в 1964 году. Через год завершилось производство автомобиля Greenbrier.

## Галерея

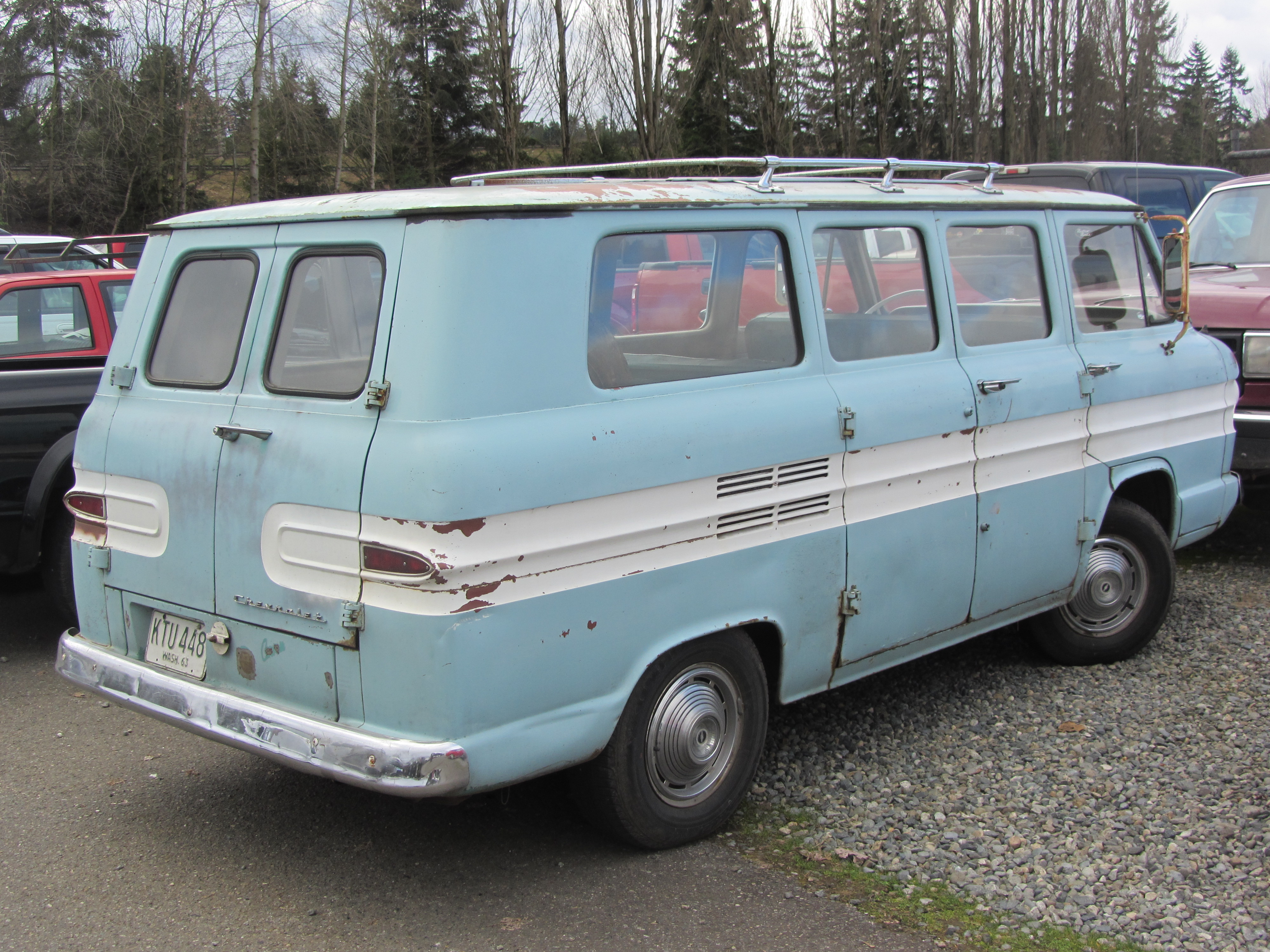
Greenbrier
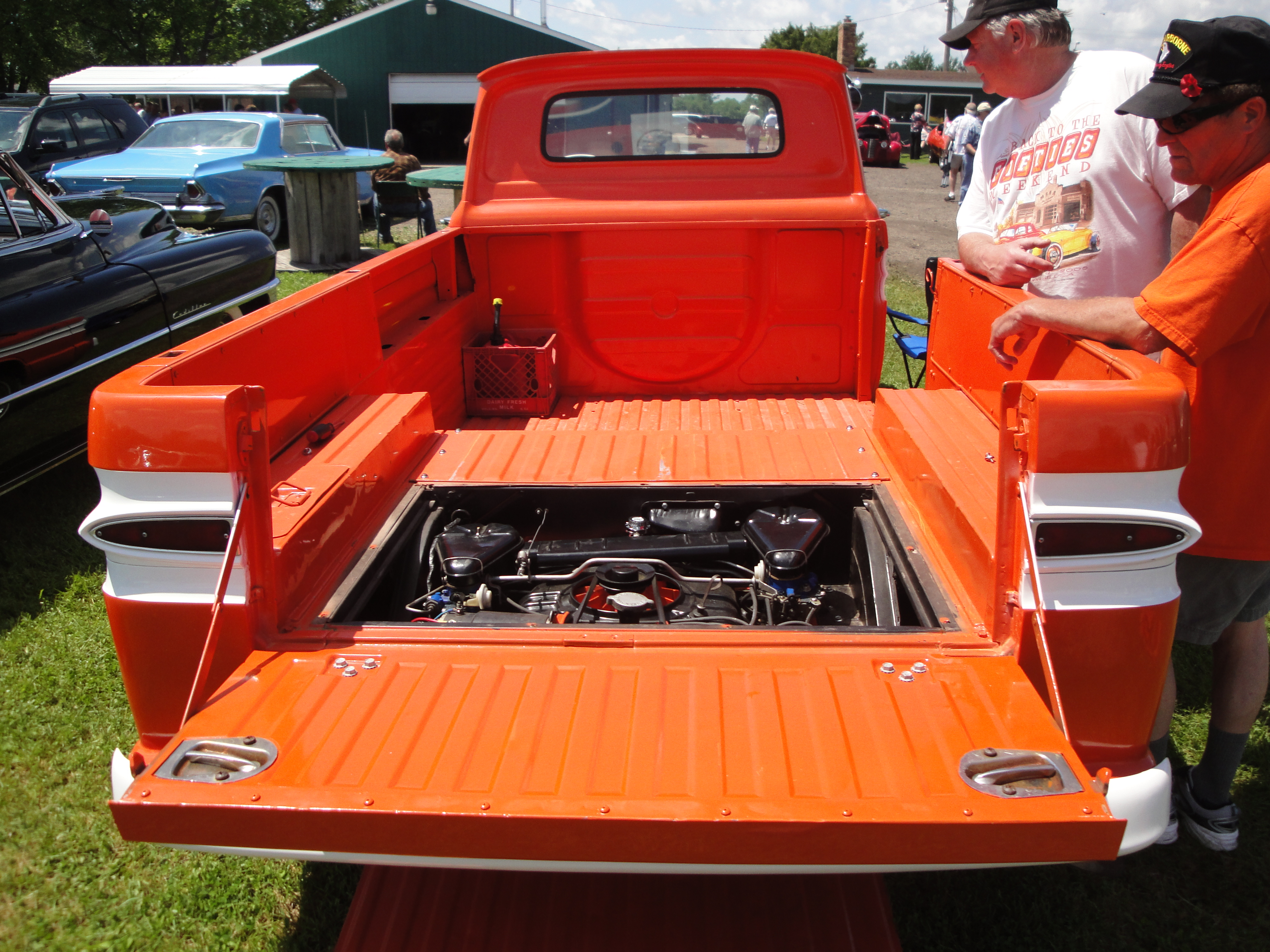
Chevrolet Corvair Rampside
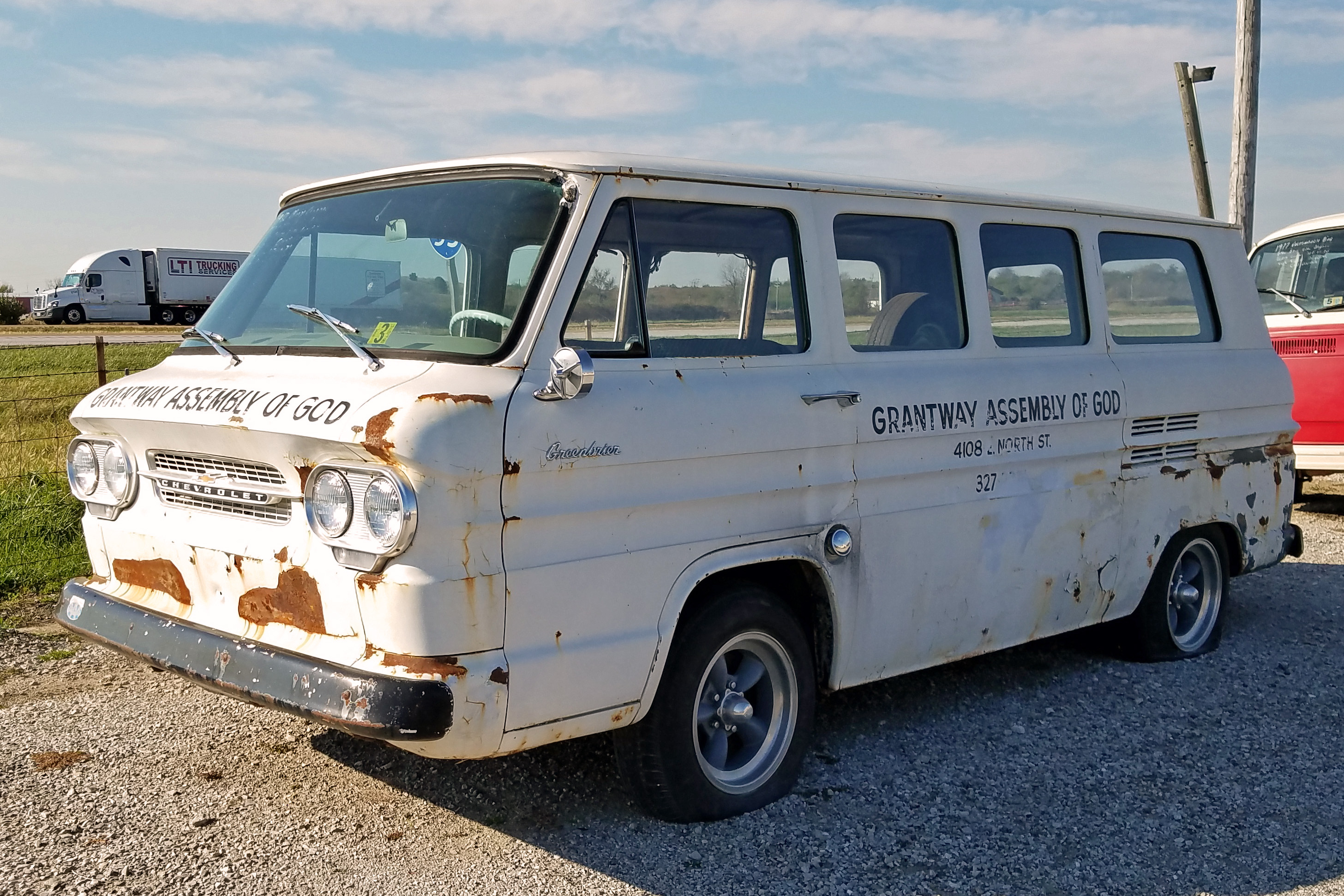
Chevrolet Corvair Greenbrier